# بیلگادی
بیلگادی (به لاتین: Bilgadi) یک منطقهٔ مسکونی در روسیه است که در داغستان واقع شده‌است.